# Eleições parlamentares europeias de 2014 (Luxemburgo)
As eleições parlamentares europeias de 2014 no Luxemburgo foram realizadas a 25 de maio para eleger os 6 assentos do país para o Parlamento Europeu.

## Resultados Nacionais
| Partido                 | Partido                                       | Votos   | %               | +/-  | Deputados | +/-     |
| ----------------------- | --------------------------------------------- | ------- | --------------- | ---- | --------- | ------- |
|                         | Partido Popular Social Cristão                |         | 37,65 / 100,00  | 6,29 | 3 / 6     | Estável |
|                         | Os Verdes                                     |         | 15,01 / 100,00  | 1,82 | 1 / 6     | Estável |
|                         | Partido Democrata                             |         | 14,77 / 100,00  | 3,89 | 1 / 6     | Estável |
|                         | Partido Operário Socialista                   |         | 11,75 / 100,00  | 7,73 | 1 / 6     | Estável |
|                         | Partido Reformista da Alternativa Democrática |         | 7,53 / 100,00   | 0,14 | 0 / 6     | Estável |
|                         | A Esquerda                                    |         | 5,76 / 100,00   | 2,39 | 0 / 6     | Estável |
|                         | Partido Pirata                                |         | 4,23 / 100,00   | Novo | 0 / 6     | Novo    |
|                         | Partido pela Democracia Integral              |         | 1,82 / 100,00   | Novo | 0 / 6     | Novo    |
|                         | Partido Comunista                             |         | 1,49 / 100,00   | 0,05 | 0 / 6     | Estável |
| Votos Inválidos         | Votos Inválidos                               | 22 446  | 9,93 / 100,00   | 0,75 |           |         |
| Total                   | Total                                         | 226 218 | 100,00 / 100,00 |      | 6 / 6     |         |
| Eleitorado/Participação | Eleitorado/Participação                       | 264 433 | 85,54 / 100,00  | 5,22 |           |         |